# Pararge shakra
Pararge shakra är en fjärilsart som beskrevs av Vincenz Kollar. Pararge shakra ingår i släktet Pararge och familjen praktfjärilar. Inga underarter finns listade i Catalogue of Life.